# گرگ گرمن
گرگ گرمن (انگلیسی: Greg Germann؛ زادهٔ ۲۶ فوریه ۱۹۵۸) هنرپیشه اهل ایالات متحده آمریکا است.
از فیلم‌هایی که وی در آن نقش داشته‌است، می‌توان به تماشایی!، نوامبر شیرین، قرنطینه، شب‌های تالادگا، سخت شدن، یک شغل پیدا کن، واضح و خطر موجود، دوستان همراه پول، پایین به زمین، بزرگ‌تر از آسمان، جو یه کسی، ۵۷ ثانیه، گرفتن گرما، خیابان واکین و قلب یک مخاطب اشاره کرد.